# 林漢河
林漢河爵士，CBE，JP[?]（1894年4月27日—1983年3月23日），新加坡醫生、政治人物，1933年奉委海峽殖民地立法局非官守議員，1934年起成為該局首席華人非官守議員，1940年起進一步兼任行政局非官守議員。戰後他在1946年至1948年出任新加坡諮詢委員會非官守委員，以及在1948年至1951年出任新加坡行政局首席非官守議員。
林漢河早年先後受教於崇正學校、聖安德烈學校、萊佛士書院和英皇愛德華七世醫學校，其後到英國升學，1918年從蘇格蘭愛丁堡大學醫科畢業。返回新加坡後，林漢河除了從事私人執業外，還熱心於社會事務，曾於1930年至1932年出任新加坡海峽英籍華人公會會長一職。除了兩局的公職以外，戰前的林漢河也曾任新加坡市政局議員和教育委員會委員等職，並奉委太平局紳和華人參事局員。
新加坡在1942年淪陷後，林漢河遭日方拘捕，隨後更遭日方指控偷聽盟軍廣播而被判監，到1945年日本無條件投降後始獲釋放。翌年，他獲英廷授予爵士勳銜，成為歷來第二位獲冊封爵士的馬來亞華人。戰後的林漢河參與創立馬來亞大學，並於1952年至1956年出任公共服務委員會委員，任內曾於1956年出任主席一職。晚年的林漢河隨著新加坡邁向自治和獨立而淡出政壇，不再過問政事。

## 生平

### 早年生活
林漢河祖籍福建廈門同安，1894年4月27日生於英屬海峽殖民地新加坡，是當地華僑林清沙之次子。他的長兄林萃龍（1891年－1957年）後來成為執業西醫，也即是前馬華公會總會長和檳城首席部長敦林蒼佑（1919年－2010年）的父親。除了長兄林萃龍以外，他還有數名胞弟妹。
林漢河的父親是新加坡地主，因此自少家境富裕，他早年入讀崇正學校學習華文，其後先後升讀新加坡聖公會的聖安德烈學校和萊佛士書院，畢業後於英皇愛德華七世醫學校學習兩年。1912年7月，他負笈英國升學，最初在倫敦聘請私人教師習醫，繼於翌年考入愛丁堡大學主修醫學，另外又到愛丁堡皇家內科醫學院及愛丁堡皇家外科醫學院學習，富英語演辯才華的他更於1915年獲大學頒贈演講獎章，是罕有得獎的海外學生；他隨後於1918年取得內外全科醫學士（M.B., Ch.B.）學位畢業。

### 醫務事業
大學畢業後，時值第一次世界大戰尾聲的林漢河在1918年於蘇格蘭聖安德魯斯作私人執業，翌年轉到英格蘭德文郡巴恩斯特珀爾（Barnstaple），獲北德文普通科醫院（North Devon General Infirmary）聘任為駐院外科醫生兼該院的軍事輔助組醫務官。同年，他返回新加坡，任職合眾輪船公司駐船醫生，後來開展私人執業前，又曾於新加坡廈門藥房行醫。
作為當時少有在海外學成歸來的華人西醫，林漢河很快就成為了新加坡的名醫之一，並以這個身份開始參與公共事務。他早年參與的社會公職包括在1924年至1927年出任海峽華人讀書會戲劇部主席、1925年起出任海峽華人足球協會主席、1932年至1935年擔任海峽華人體育會會長、以及在1932年至1933年擔任新加坡扶輪社副會長等職。另外，他還在1924年起獲邀出任新加坡女子學校校董，後來出任該校校董會主席，並於1930年至1941年出任母校英皇愛德華七世醫學院校董一職。林漢河早於1920年至1922年間，已加入由當地華人代表組成的海峽英籍華人公會出任名譽秘書一職，他隨後於1925年出任公會副會長，到1930年接替執業大律師黃瑞朝出任公會會長，到1932年卸任，由宋旺相爵士接替。他後於1939年和1941年更分別當選新加坡中華總商會第22屆及23屆董事會特別會董。

### 政治生涯

#### 戰前生涯

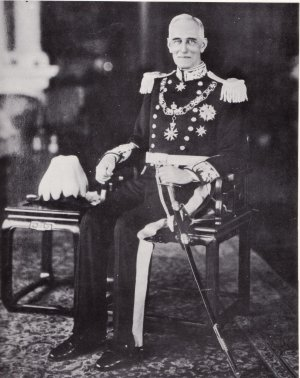
林漢河聯同連裕祥和陳禎祿在1931年上書時任海峽殖民地總督金文泰爵士（圖），要求為行政局設立一席華人議席

憑藉與海峽英籍華人公會的關係與其專業人士的身份，林漢河也逐漸得到英國殖民地政府的注意，開始對他委以公職。1926年至1932年，他獲得新加坡中華總商會提名，奉委為新加坡市政局議員，其後又於1930年至1938年獲委任為教育委員會委員。他在1931年6月奉委太平局紳，並嘗任華人參事局員等職。在市政局議員任內，他在1931年以新加坡海峽英籍華人公會會長身份，聯同檳城與馬六甲的海峽英籍華人公會會長連裕祥和陳禎祿（後為爵士），向時任海峽殖民地總督金文泰爵士上書，要求行政局常設一個華人議席，使華人代表得以參與行政局，以加強華人於海峽殖民地政治的參與度。幾經爭取，終促成金文泰於1932年委任執業大律師出身的立法局非官守議員黃瑞朝為行政局非官守議員，使行政局經過多年以後，恢復委任華人的做法。
1933年，林漢河進一步接替卸任兩局議員的黃瑞朝，代表新加坡華人獲當局委任為立法局非官守議員，後於1934年取代陳禎祿成為局內首席華人非官守議員。自1940年起，他還接替陳祀恩兼任行政局非官守議員一職，成為戰前罕有的華人兩局議員。在兩局供職期間，他曾於1935年代表海峽華民歡迎珊頓·托馬斯爵士履任海峽殖民地總督一職；同年又因為慶祝英皇喬治五世登基銀禧，當局設立銀禧基金作慈善用途，他旋獲委任為銀禧基金委員會委員之一。在1935年和1937年，他還分別獲英廷授予英皇喬治五世銀禧獎章和英皇喬治六世加冕獎章，以資肯定。
1940年，林漢河推動當局制訂《民事婚姻條例》，該條例准許不包括回教徒在內的非基督徒也可以向政府註冊結婚，一改過往只有基督教婚姻才可向政府註冊的做法，使非基督教婚姻也獲得法律認可。由於當時的非基督徒以華人居多，因此受惠於條例的人士也以華人為主。不過，條例規定向政府註冊的婚姻必須為一夫一妻制的婚姻，所以娶納妾士等一夫多妻制的婚姻並不能向政府註冊。

#### 二次大戰
第二次世界大戰在1939年爆發後，林漢河曾代表殖民地政府呼籲海峽居民，不論是否英籍人士，都應該購買政府推出的戰時儲蓄券，以支持英國的戰事。然而，太平洋戰爭在1941年12月爆發，日本發動珍珠港事件後入侵英屬馬來亞地區，馬來亞戰役和新加坡戰役相繼展開。到1942年2月15日，退守新加坡的英軍投降，標誌著英屬馬來亞全境淪陷和日據時期的開始。戰事期間，林漢河得以在日軍抵達新加坡前五天，先把妻子和四名子女送上開往澳洲的輪船，使他們得以脫險，但他自己卻選擇留守新加坡。
新加坡在1942年2月淪陷後不久，林漢河即與多名政商界華人代表被日方拘捕，且遭受惡劣對待。日方起初威迫眾人籌集5,000萬馬來亞元，否則即時處決。眾人商討後，他們同意交出相當於每人總財產8%的金額，始獲日方釋放，免遭殺害。此後，日方透過廣播電台，宣稱他們已成為「大東亞共榮圈」的忠實支持者，並奉獻財產支持日本擴張，結果一度使他們背負上通敵的嫌疑。可是，日軍憲兵隊不久以後再次捉拿林漢河，對他加以鞭打和折磨，以試圖套取他擔任公職期間所掌握的金融情報，但不成功。林漢河結果被日方以非法收聽盟軍廣播的罪名，判監七年。他罪成後被囚於歐南路監獄，服刑18個月後，才因日本於1945年8月無條件投降而獲釋。他在獲釋後出席了日方投降儀式，見證盟軍東南亞戰區最高總司令蒙巴頓勳爵主持受降。
在戰時受到日方折磨的林漢河，於新加坡重光後不久前往澳洲休養，並與家人團聚，到1946年才返回新加坡。為了肯定他在戰前擔任公職和在戰時抵受日方折磨的表現，他在1946年獲英廷授予爵士勳銜，成為繼宋旺相爵士後第二位獲封爵士的馬來亞華人。在此以前，林漢河也已經在1941年獲英廷頒授CBE勳銜。林漢河於1946年還協助成立澳洲帝國軍隊馬來亞護理獎學金，該獎學金是為了紀念澳洲軍人於二戰期間得到馬來亞護士的照顧而設立，用作資助當地護士前往澳洲受訓和深造，而林漢河即為獎學金委員會委員之一。

#### 戰後生涯
戰後，新加坡的政局出現了重大變化，由於英國國會在1946年通過《海峽殖民地（廢除）法令》，因此當新加坡在1946年4月結束臨時軍事管治和恢復文治政府的時候，原有的海峽殖民地被予以解散，其中檳城和馬六甲被併入馬來亞聯邦，而新加坡則單獨成為一個皇家殖民地。同時間，原有的海峽殖民地總督一職由新加坡總督取代，至於海峽殖民地行政局和立法局均予以裁撤，並由時任新加坡總督詹遜爵士仿傚臨時軍政府的做法，於1946年4月設立一個新加坡諮詢委員會作為取代兩局的過渡安排。與昔日的行政局和立法局不同，諮詢委員會的委員雖然都是由政府委任，但委員會內非官守委員的數目卻是首次多於官守委員的數目。委員會成立之初，林漢河一度未被委任，但未幾卻因為其中一名委員黃瑞朝在上任不足一個月內辭職，結果他獲得委任以填補黃瑞朝的空缺。在任內，他曾於1947年代表委員會全體祝賀伊利沙伯公主、即後來的英女皇伊利沙伯二世，與菲臘·蒙巴頓爵士成婚。

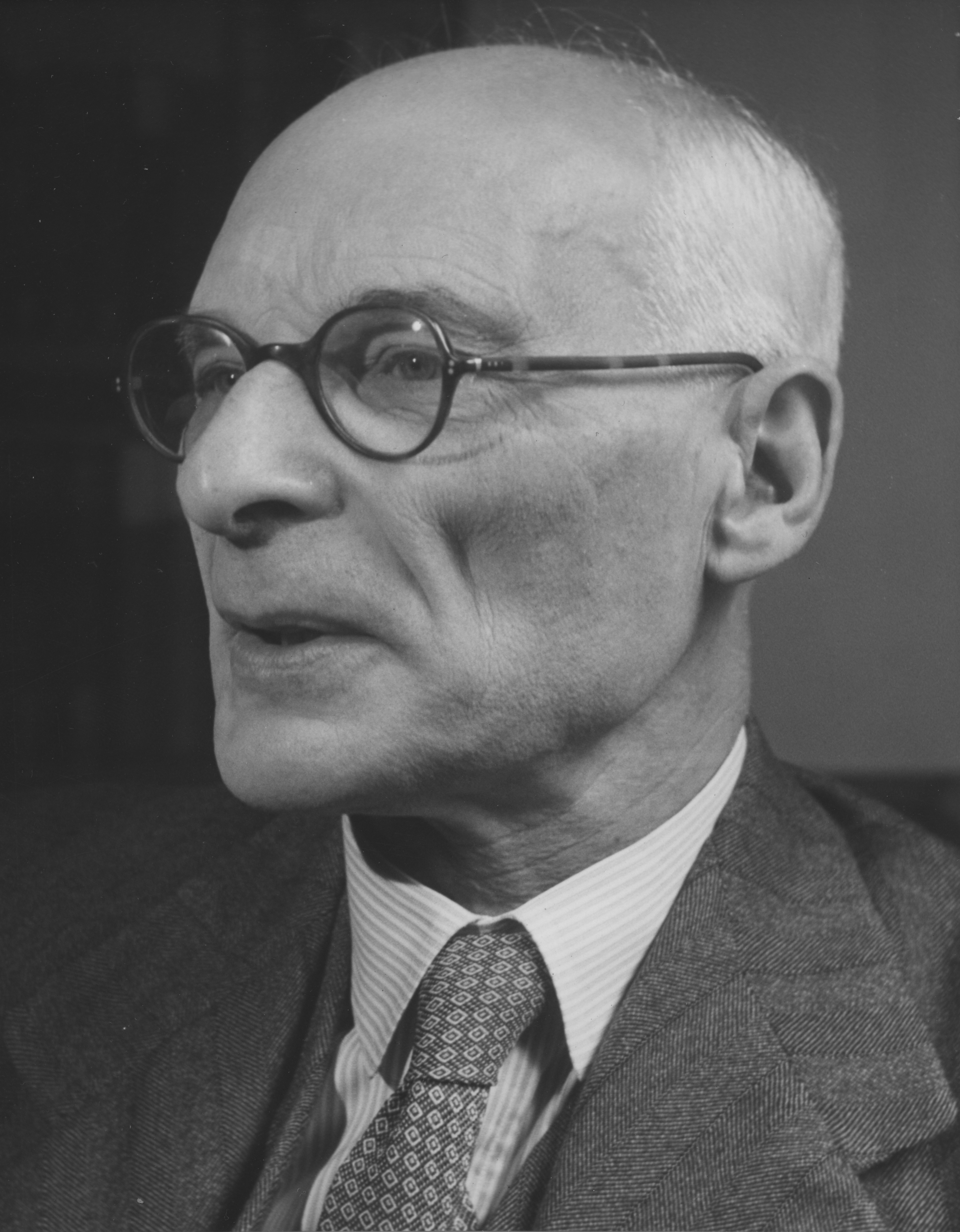
林漢河於1947年加入由亞歷山大·卡爾-桑德斯爵士（圖）主持的委員會，促成馬來亞大學在1949年創立

鑑於諮詢委員會內的非官守委員佔上多數，再加上戰後要求落實自治的呼聲日益高漲，因此諮詢委員會的運作並不暢順。在1947年，委員會更因為開徵入息稅一事與政府陷入重大分歧，其中兩名非官守委員陳才清和陳振傳更決定辭職，以表達對政府計劃開徵新稅的不滿。在事件中，林漢河與其餘的非官守議員都對開徵入息稅的建議予以重大保留，但均表明不會辭職，而林漢河更一度公開呼籲陳才清和陳振傳兩人收回辭職的決定，但不成功。經過政府與諮詢委員會持久的爭論，詹遜經考慮後最終決定運用行政指令強行開徵入息稅，結果入息稅在一遍爭議聲中於1948年正式開徵。
另一方面，英政府在戰後銳意檢討各殖民地的高等教育發展，並於1947年委任英國倫敦政治經濟學院校長亞歷山大·卡爾-桑德斯爵士（Sir Alexander Carr-Saunders）主持卡爾-桑德斯馬來亞高等教育委員會，專責檢討英屬馬來亞的高等教育情況，而向來關注教育發展的林漢河，也以本地代表身份獲委任為委員會委員之一。委員會隨後發表的報告書，促成1905年成立的英皇愛德華七世醫學院和1928年成立的萊佛士學院在1949年合併成為馬來亞大學，是為英屬馬來亞地區第一所大學。林漢河在馬來亞大學成立後獲委任為其中一名大學副監督，一直到1962年馬來亞大學被分拆為新加坡大學和馬來亞大學為止。在1951年，他還獲馬來亞大學頒授榮譽法學博士學位，以肯定他在創校一事上提供的協助。
1948年，詹遜設立新加坡行政局和立法局，正式取代原來的新加坡諮詢委員會，雖然兩局都由官守議席佔大多數，但其中立法局則首次引入民選議席。兩局成立後，早在戰前已嘗任兩局非官守議員的林漢河獲奉委行政局首席非官守議員，任內他曾經提出高級公務員應該與初級公務員一樣獲大幅調高薪酬，以應付戰後通貨膨脹和物價急升的情況。林漢河在行政局供職三年後於1951年以健康理由退出，遺下的議席由拉賈巴利·朱瑪波（Rajabali Jumabhoy）接替，朱瑪波遂成為新加坡歷史上首位加入行政局的印度人。退出行政局後，林漢河於1952年至1956年出任公共服務委員會委員，任內於1952年負責就公務員落實馬來化展開調查，並發表報告書支持加快公務員本地化；1956年7月至9月，他還一度暫任公共服務委員會主席。

### 晚年生涯
林漢河退出行政局後仍不時出席公開場合，例如在1952年代表新加坡市民向新任新加坡總督列誥爵士致歡迎辭；以及在1953年代表新加坡前赴英國倫敦出席英女皇伊利沙伯二世加冕大典。獲英廷頒授英女皇伊利沙伯二世加冕獎章的他隨後還於溫莎堡參與為紀念加冕儀式而特辦的一項橡樹種植儀式，並先後蘇格蘭和歐洲遊覽，然後才返回新加坡。
1958年，林漢河因為一宗的士車資糾紛而告上法庭，事件緣於他在1956年12月5日從市中心朱烈街（Chulia Street）打車前往克羅士街上段（Upper Cross Street），按車上咪錶收費應為40分，林漢河向的士司機穆罕默德·沙阿·本·阿巴斯（Mohamed Shah bin Abass）繳付一張一元鈔票，但司機只找換了50分予林漢河，少了10分。林漢河事後向當局作出舉報，但鑑於穆罕默德·沙阿沒有出庭應訊，當局要向穆罕默德·沙阿發出拘捕令後，案件拖延到1958年2月才正式開審。涉案司機最終被裁判官判罰15元，而檢控當局在事後解釋，林漢河是出於原則問題，而非為了10分錢，才向當局作出舉報。
被視為立場親英的林漢河在晚年淡出政壇，特別是在1965年新加坡獨立後，他過著十分低調的生活，不再過問政事。1983年3月23日，他在新加坡逝世，終年88歲。

## 個人生活
林漢河爵士在1921年娶蔡成娘（音譯，Chua Seng Neo）為妻，兩人育有兩子兩女。林漢河爵士夫人也熱衷社會事務，1948年3月成為新加坡首批18名女太平局紳之一，曾任女太平局紳委員會主席。

## 榮譽

### 殊勳
- 以下列出榮譽全稱及縮寫：^ 
  - 太平局紳（J.P.） （1931年6月[11]）
  - 英皇喬治五世銀禧獎章 （1935年[14]）
  - 英皇喬治六世加冕獎章 （1937年[14]）
  - 英帝國司令勳章（C.B.E.） （1941年英皇壽辰授勳名單[23]）
  - 下級勳位爵士（Kt.） （1946年元旦授勳名單[22]）
  - 英女皇伊利沙伯二世加冕獎章 （1953年[45]）

### 榮譽博士
- 法學博士
  - 馬來亞大學 （1951年[34]）

## 注腳
1. 1 2 3 4 5 6 7 8 9  "DR. LIM HAN HOE" (22 December 1935)
2. 1 2 3 4 5 6  "Knighthood For Doctor Lim Han Hoe" (5 January 1946)
3. 1 2 3 4 5 6 7  Connolly and Pragnell (1975), p.507.
4. 1 2 3 4 5 6 7  柯木林（1995年），頁122。
5. 1 2  柯木林（1995年），頁133。
6. 1 2 3  "DR. LIM HAN HOE'S APPOINTMENT" (25 November 1933)
7. 1 2 3 4 5 6  "SEVEN MALAYANS IN BIRTHDAY HONOURS LIST" (12 June 1941)
8. ↑  "Portrait of Mr. Lim Han Hoe, President of Singapore Chinese Football Association" (Retrieved 2014-05-03)
9. 1 2 3 4  "Portrait of Mr. Lim Han Hoe, President of Straits Chinese British Association" (Retrieved 2014-05-03)
10. 1 2 3  "CHINESE TOPICS IN MALAYA" (4 January 1935)
11. 1 2  "SOCIAL AND PERSONAL" (16 June 1931)
12. 1 2  "About the History of the Peranakan Association" (Retrieved 2014-05-03)
13. ↑  "MORE REPRESENTATION WANTED" (16 March 1931)
14. 1 2 3  "List of British Honours to the Overseas Chinese in the Straits Settlements and British Malaya" (Retrieved 2014-05-03)
15. 1 2 3  "SPECIAL REGISTRIES FOR CIVIL MARRIAGES" (19 February 1940)
16. 1 2  "Marriage Law Reform" (1 January 1955)
17. 1 2  Saw (2012), p.103.
18. ↑  "DR. LIM HAN HOE ON "LEND FOR VICTORY"" (11 September 1940)
19. 1 2 3 4 5 6 7 8  Clune (1948), p.117.
20. ↑  Yap (1982), pp.55-58
21. ↑  Bose (2005), p.120.
22. 1 2  "Supplement to Issue 37407 （页面存档备份，存于）", London Gazette, 28 December 1945, p.4.
23. 1 2  "Supplement to Issue 35184 （页面存档备份，存于）", London Gazette, 6 June 1941, p.3296.
24. ↑  Likeman (2003), p.166.
25. ↑  "Nurses To Be Trained In Australia" (18 July 1946)
26. 1 2  The Statesman's Year-Book 1955, p.245.
27. ↑  "Historical Development of Parliament" (Retrieved 2014-05-03)
28. ↑  "Singapore Council's First Meeting" (6 April 1946)
29. 1 2 3  Ure (2012), p.96.
30. ↑  "Sir Han Hoe Lim" (23 June 1946)
31. ↑  "COUNCIL SENDS MESSAGE TO PRINCESS" (13 November 1947)
32. 1 2  "COUNCILLORS & TAX Plea to withdraw resignations" (9 December 1947)
33. ↑  Khoo (2005), p.29.
34. 1 2  "Honorary Degrees Recipients" (Retrieved 2014-05-03)
35. ↑  Sandhu and Wheatley (1990), p.1068.
36. 1 2  "Executive Council named" (1 April 1948)
37. ↑  "SIR HAN HOE LIM ON SALARIES" (25 March 1948)
38. ↑  "MR. JUMABHOY NAMED TO EX. COUNCIL" (14 December 1951)
39. ↑  "Leaders of business in Malaya" (2 January 1953)
40. ↑  Yeo (1973), p.77.
41. 1 2  PSC Annual Report 2010 (2010), p.7.
42. ↑  "BLYTHE TO GREET GOVERNOR" (19 April 1952)
43. ↑  "SIR HAN HOE TO SEE QUEEN CROWNED" (6 May 1953)
44. ↑  "SIR HAN HOE HAS A SOUVENIR" (21 August 1953)
45. 1 2  "206 get Queen's C-Medal" (7 June 1953)
46. 1 2 3  "The taxi man and Sir Han Hoe's 10 cents" (27 February 1958)
47. ↑  Yeo (1973), p.82.
48. ↑  "Han Hoe Lim" (Retrieved 2014-05-03)
49. ↑  University of Edinburgh Journal Vols. 33-34 (1987), p.199.
50. ↑  "78 WOMEN NAMED JPs" (29 March 1948)
51. ↑  "40 JPs ON PRISONS BOARD" (19 December 1953)
52. ↑  "Lady Lim heads women J.P's" (22 April 1948)

### 英文資料
- "MORE REPRESENTATION WANTED （页面存档备份，存于）", The Straits Times, 16 March 1931, p.16.
- "SOCIAL AND PERSONAL （页面存档备份，存于）", The Straits Times, 16 June 1931, p.10.
- "DR. LIM HAN HOE'S APPOINTMENT （页面存档备份，存于）", The Straits Times, 25 November 1933, p.12.
- "CHINESE TOPICS IN MALAYA （页面存档备份，存于）", The Straits Times, 4 January 1935, p.6.
- "DR. LIM HAN HOE （页面存档备份，存于）", The Straits Times, 22 December 1935, p.15.
- "SPECIAL REGISTRIES FOR CIVIL MARRIAGES （页面存档备份，存于）", The Straits Times, 19 February 1940, p.10.
- "DR. LIM HAN HOE ON "LEND FOR VICTORY" （页面存档备份，存于）", The Straits Times, 11 September 1940, p.11.
- "SEVEN MALAYANS IN BIRTHDAY HONOURS LIST （页面存档备份，存于）", The Singapore Free Press and Mercantile Advertiser, 12 June 1941, p.7.
- "Knighthood For Doctor Lim Han Hoe （页面存档备份，存于）", The Straits Times, 5 January 1946, p.3.
- "Singapore Council's First Meeting （页面存档备份，存于）", The Straits Times, 6 April 1946, p.3.
- "Sir Han Hoe Lim （页面存档备份，存于）", The Straits Times, 23 June 1946, p.5.
- "Nurses To Be Trained In Australia （页面存档备份，存于）", The Straits Times, 18 July 1946, p.5.
- "COUNCIL SENDS MESSAGE TO PRINCESS （页面存档备份，存于）", The Singapore Free Press, 13 November 1947, p.1.
- "COUNCILLORS & TAX Plea to withdraw resignations （页面存档备份，存于）", The Singapore Free Press, 9 December 1947, p.1.
- Clune, Frank, High-ho to London. Angus and Robertson, 1948.
- "SIR HAN HOE LIM ON SALARIES （页面存档备份，存于）", The Straits Times, 25 March 1948, p.6.
- "78 WOMEN NAMED JPs （页面存档备份，存于）", The Singapore Free Press, 29 March 1948, p.5.
- "Executive Council named （页面存档备份，存于）", The Singapore Free Press, 1 April 1948, p.5.
- "Lady Lim heads women J.P's （页面存档备份，存于）", The Singapore Free Press, 22 April 1948, p.5.
- "MR. JUMABHOY NAMED TO EX. COUNCIL （页面存档备份，存于）", The Singapore Free Press, 14 December 1951, p.1.
- "BLYTHE TO GREET GOVERNOR （页面存档备份，存于）", The Straits Times, 19 April 1952, p.4.
- "Leaders of business in Malaya （页面存档备份，存于）", The Straits Times, 2 January 1953, p.8.
- "SIR HAN HOE TO SEE QUEEN CROWNED （页面存档备份，存于）", The Singapore Free Press, 6 May 1953, p.3.
- "206 get Queen's C-Medal （页面存档备份，存于）", The Straits Times, 7 June 1953, p.9.
- "SIR HAN HOE HAS A SOUVENIR （页面存档备份，存于）", The Straits Times, 21 August 1953, p.5.
- "40 JPs ON PRISONS BOARD （页面存档备份，存于）", The Straits Times, 19 December 1953, p.6.
- "Marriage Law Reform （页面存档备份，存于）", The Straits Times, 1 January 1955, p.6.
- "The taxi man and Sir Han Hoe's 10 cents （页面存档备份，存于）", The Straits Times, 27 February 1958, p.9.
- Yeo, Kim-wah, Political Development in Singapore: 1945-55 （页面存档备份，存于）. Singapore: NUS Press, 1973.
- Connolly, Margaret, and, Pragnell, Mervyn O., The International Yearbook and Statesman's Who's Who. Bowker British Library Kickout, 1975. ISBN 978-0-61000-500-8
- Yap, Pheng Geck, Scholar, Banker, Gentleman Soldier: The Reminiscences of Dr. Yap Pheng Geck （页面存档备份，存于）. Singapore: Times Books International, 1982. ISBN 978-9-97165-114-5
- University of Edinburgh Journal Vols. 33-34. University of Edinburgh, 1987.
- Sandhu, Kernial Singh, and, Wheatley, Paul, Management of Success: The Moulding of Modern Singapore （页面存档备份，存于）. Singapore: Institute of Southeast Asian Studies, 1990. ISBN 978-0-81331-043-5
- Likeman, Robert, Men of the ninth: a history of the Ninth Australian Field Ambulance 1916-1994. Australia: Slouch Hat Publications, 2003. ISBN 978-0-95797-522-4
- Khoo, Kay Kim, One Hundred Years the University of Malaya. Malaysia: University of Malaya Press, 2005. ISBN 978-9-83100-323-7
- Bose, Romen, The End of the War: Singapore's Liberation and the Aftermath of the Second World War （页面存档备份，存于）. Singapore: Marshall Cavendish Editions, 2010. ISBN 978-9-81261-066-9
- PSC Annual Report 2010. Singapore: Singapore Public Service Commission, 2010.
- Ure, Gavin, Governors, Politics and the Colonial Office （页面存档备份，存于）. Hong Kong: Hong Kong University Press, 2012. ISBN 978-9-88220-883-4
- Saw, Swee Hock, The Population of Singapore （页面存档备份，存于）. Singapore: Institute of Southeast Asian Studies, 2012.
- "Honorary Degrees Recipients （页面存档备份，存于）", The National University of Singapore, Retrieved 2014-05-03.
- "Portrait of Mr. Lim Han Hoe, President of Straits Chinese British Association （页面存档备份，存于）", BookSG. Singapore: Singapore Government, Retrieved 2014-05-03.
- "Portrait of Mr. Lim Han Hoe, President of Singapore Chinese Football Association （页面存档备份，存于）", BookSG. Singapore: Singapore Government, Retrieved 2014-05-03.
- "About the History of the Peranakan Association （页面存档备份，存于）", The Peranakan Association, Singapore, Retrieved 2014-05-03.
- "List of British Honours to the Overseas Chinese in the Straits Settlements and British Malaya （页面存档备份，存于）", Overseas Chinese in the British Empire, Retrieved 2014-05-03.
- "Han Hoe Lim", ancestry.com, Retrieved 2014-05-03.
- "Historical Development of Parliament", Parliament of Singapore, Retrieved 2014-05-03.

### 中文資料
- 柯木林著，《新華歴史人物列傳》。教育出版私營有限公司，1995年。

## 外部連結
- The Peranakan （页面存档备份，存于） Issue 4, 2010

| 官衔                  | 官衔                                             | 官衔                  |
| --------------------- | ------------------------------------------------ | --------------------- |
| 前任者： 陳禎祿       | 海峽殖民地立法局首席華人非官守議員 1934年-1942年 | 繼任者： 末任         |
| 前任者： 首任         | 新加坡行政局首席非官守議員 1948年-1951年         | 繼任者： E·M·F·弗格森 |
| 前任者： A·W·弗里斯比 | 公共服務委員會主席 1956年                        | 繼任者： W·L·布萊司   |
| 政党职务              |                                                  |                       |
| 前任者： 黃瑞朝       | 海峽英籍華人公會主席 1930年-1932年               | 繼任者： 宋旺相爵士   |